# 빌 코스비
윌리엄 헨리 "빌" 코스비 주니어 (William Henry "Bill" Cosby, Jr., 1937년 7월 12일 ~ )는 미국의 코미디언, 배우, 시나리오 작가, 프로듀서, 교육자, 음악가, 활동가이다. 다양한 클럽에서 경력을 쌓은 후 1960년대 액션 쇼 《I Spy》에서 주역으로 정착했다. 그 후 1969년 시트콤 《The Bill Cosby Show》으로 이름을 알리게 되었다. 어린이 텔레비전 시리즈 《The Electric Company》의 최초 두 시즌 동안 주요 캐릭터로 출연했으며 도시에서 자라나는 젊은 친구들 집단에 대한 내용을 다룬 유머러스한 교육적인 만화 시리즈 《Fat Albert and the cosby Kids》를 만들었다.
1980년대 동안 코스비는 시트콤 《The Cosby Show》의 제작과 주연을 맡았으며, 이 시트콤은 1984년부터 1992년까지 8시즌으로 방영되었다. 시트콤은 상류 중산층 아프리카계 미국인 가족의 경험과 성장을 그렸다. 그는 또한 《The Cosby Show》의 속편, 시트콤 《A Different World》를 제작했다. 1996년부터 2000년까지 시트콤 《Cosby》에 출연했으며, 두 시즌 동안 《Kids Say the Darndest Things》의 사회를 보았다. 《The Cosby Show》는 대한민국에서도 '코스비 가족 만세'라는 이름으로 텔레비전으로 방영되어 인기를 모은 바 있다.

## 사건 사고
빌 코스비는 1970년대부터 2010년대까지 총 36명의 여성을 성추행했는데 그 중에 재니스 디킨슨과 베벌리 존슨이 포함되어 있다. 참고로 그녀들 중 1명은 자신의 신원이 밝혀지는 것을 꺼려해서 35명의 사진만 공개되었다.
영문 위키에는 이 사건을 다룬 항목이 존재한다.

## 참고
1. ↑  흑인폭동속 흑인코미디 코스비 종영 보관됨 2016-03-12 - 웨이백 머신, 연합뉴스,1992년 5월 1일 작성함,2010년 5월 10일 확인함